# Gieddeoaivve
Gieddeoaivve är ett berg i Finland, på gränsen till Norge. Det ligger i Enontekis i landskapet Lappland, i den norra delen av landet, 1 000 km norr om huvudstaden Helsingfors. Toppen på Gieddeoaivve är 1 141 meter över havet.
Terrängen runt Gieddeoaivve är huvudsakligen kuperad, men den allra närmaste omgivningen är platt.  Trakten runt Gieddeoaivve är nära nog obefolkad, med mindre än två invånare per kvadratkilometer. Närmaste större samhälle är Kilpisjärvi, 15,3 km sydväst om Gieddeoaivve. Trakten runt Gieddeoaivve består i huvudsak av gräsmarker.